# Trigonisca flavicans
Trigonisca flavicans är en biart som först beskrevs av Jesus Santiago Moure 1950.  Trigonisca flavicans ingår i släktet Trigonisca och familjen långtungebin. Inga underarter finns listade i Catalogue of Life.